# Curtipleon carinatum
Curtipleon carinatum is een naaldkreeftjessoort uit de familie van de Metapseudidae. De wetenschappelijke naam van de soort is voor het eerst geldig gepubliceerd in 1971 door Makkaveeva.